# Biblioteca Georges Perec
La Biblioteca Georges Perec (en francés: Bibliothèque Georges-Perec) es una biblioteca universitaria que constituye la dotación más importante del Service commun de la documentation (SCD ) de la Universidad Gustave Eiffel, ubicada en Marne-la-Vallée.

## Descripción
La biblioteca universitaria de la Universidad Gustave Eiffel tiene como misión principal la de ofrecer las colecciones y los servicios más ajustados posibles a las necesidades de la comunidad universitaria de la antigua Universidad Paris-Est Marne-la-Vallée, llamada desde el 1 de enero de 2020 Universidad Gustave Eiffel. Está formada por tres bibliotecas físicas repartidas en otras tantas sedes.

### Biblioteca Georges Perec
La Biblioteca Georges Perec tiene su sede central en el campus de Marne-la-Vallée, que constituye el núcleo más importante de la biblioteca universitaria. Las colecciones y los espacios para el estudio y la investigación se reparten en tres niveles: 
- Planta baja: información, orientación, artes, prensa;
- Planta 1: historia geografía, urbanismo, sociología, letras;
- Planta 2: ciencias, técnica, matemáticas, informática, gestión.

### Bibliotecas auxiliares
Además de la biblioteca central, la biblioteca Georges Perec cuenta con varias bibliotecas auxiliares ubicadas en diferentes espacios de la antigua Universidad Paris-Est Marne-la-Vallée (UPEM). Sus respectivos fondos suelen estar relacionados con las especialidades de las escuelas universitarias próximas:
- Biblioteca Turismo y gestión de empresas;
- Biblioteca de Artes y multimedia;
- Biblioteca de la IUT en Champs;
- Biblioteca de la IUT en Meaux.

### Fondos específicos
La biblioteca dispone de un sistema parcial de préstamo interbibliotecario de los fondos. A menudo, estos fondos provienen de donaciones de particulares o de profesores e investigadores. Entre los fondos a los que se tiene acceso figuran:
- Fondos de la Fundación Gilbert Gadoffre (2600 documentos de historia y civilización europea).[2]
- Fondos del Instituto Gaspard Monge (5000 documentos de lingüística e informática).